# John L. Hall
John L. Hall, född 21 augusti 1934 i Denver, Colorado, USA, är en amerikansk fysiker vid University of Colorado i Boulder, som tilldelades Nobelpriset i fysik år 2005 tillsammans med Roy J. Glauber och Theodor W. Hänsch.
Hänsch och Hall tilldelades varsin fjärdedel av priset "för deras bidrag till utvecklingen av laserbaserad precisionsspektroskopi, inkluderande den optiska frekvenskamstekniken".

## Biografi
Hall har tre examina från Carnegie Institute of Technology, en kandidatexamen 1956, en masterexamen 1958 och en doktorsexamen 1961. Han avslutade sina postdoktorala studier vid handelsdepartementets National Bureau of Standards, nu National Institute of Standards and Technology (NIST), där han stannade från 1962 till sin pensionering 2004. Han har samtidigt föreläst vid University of Colorado Boulder sedan 1967.
Hall är för närvarande en NIST Senior Fellow, emeritus och förblir stipendiat vid JILA, tidigare Joint Institute for Laboratory Astrophysics, och föreläsare vid CU-Boulder fysikavdelning. JILA är ett forskningsinstitut som förvaltas gemensamt av CU-Boulder och NIST. 
Hall delade halva Nobelpriset med Theodor W. Hänsch för deras banbrytande arbete med laserbaserad precisionsspektroskopi och den optiska frekvenskamtekniken. Den andra halvan av priset tilldelades Roy J. Glauber.
Hall har fått många andra utmärkelser för sitt pionjärarbete, såsom Optical Society of America's Max Born Award "för banbrytande insatser inom området stabila lasrar, inklusive deras tillämpningar inom grundläggande fysik och senast i stabiliseringen av femtosekundlasrar för att ge dramatiska framsteg inom optisk frekvensmetrologi".
Hall är en av de 20 amerikanska Nobelpristagare i fysik som undertecknade ett brev till president George W. Bush i maj 2008 och uppmanade honom att "vända skadan på grundvetenskaplig forskning under räkenskapsåret 2008 Omnibus Appropriations Bill" genom att begära ytterligare nödfinansiering för Department of Energy's Office of Science, National Science Foundation och National Institute of Standards and Technology.
År 2015 undertecknade Hall Mainaudeklarationen 2015 om klimatförändringar på den sista dagen av det 65:e Lindau Nobel Laureate Meeting. Deklarationen undertecknades av totalt 76 Nobelpristagare och överlämnades till Frankrikes dåvarande president François Hollande som en del av det framgångsrika klimattoppmötet COP21 i Paris.

## Utmärkelser och hedersbetygelser
- Samuel Wesley Stratton Award,  1971[11]
- Charles Hard Townes-priset,  1984[12]
- Davisson–Germer-priset för atomfysik eller ytkemi,  1988[13]
- Doctorat honoris causa de l'université Paris-XIII,  6 februari 1989[14]
- Frederic Ives-medaljen,  1991[15]
- Einstein-priset för laserforskning,  1992
- Arthur L. Schawlow-priset i laserfysik,  1993[16]
- Max Born Award,  2002[17]
- I. I. Rabi Award,  2004[18]
- Nobelpriset i fysik, med  Roy Jay Glauber och Theodor W. Hänsch,  2005[19][20]
- Medlem av Optical Society of America
- Medlem av American Physical Society
- Alexander von Humboldt-stipendiat
- Humboldtpriset
- Amerikanska handelsdepartements guldmedalj

[Redigera Wikidata]

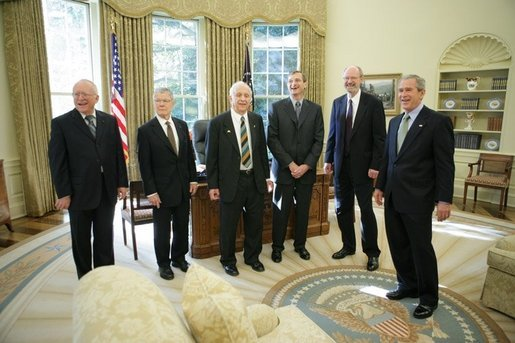
President George W. Bush i möte med 2005 års Nobelpristagare. Från vänster till höger är Dr. John Hall, Nobelpriset i fysik 2005, Dr. Thomas C. Schelling, Nobelpriset i ekonomisk vetenskap 2005, Dr. Roy J. Glauber, Nobelpriset i fysik 2005, Dr. Richard R. Schrock och Dr. Robert H. Grubbs, Nobelpristagare i kemi 2005.

- National Carbon Company Fellow i fysik, 1957–1961
- Handelsdepartementets guldmedalj, 1969
- Samuel W. Stratton-priset, 1971
- Handelsdepartementets guldmedalj, 1974 (grupputmärkelser)
- IR-100: Laser stabilizer selected as one of "100 best new products of the year," 1975
- IR-100: Laservåglängdsmätare ("Lambdameter") vald till en av "årets 100 bästa nya produkter", 1977
- E. U. Condon-priset, 1979
- Docteur Honoris Causa de l'Universite Paris Nord, 1989
- Allen V. Astin Measurement Science Award, 2000
- Presidential Rank Award från Office of Personnel Management, 2002
- Handelsdepartementets guldmedalj, 2002 (grupputmärkelser)
- Rabi Award av IEEE Ultrasonics, Ferroelectrics, och Frequency Control Society, 2004[6][21]
- Medlem av Hederslegionen, 2004
- Golden Plate Award från American Academy of Achievement, 2006[22]
- Hedersdoktor vid University of Glasgow, 2007